# World Hits!? of Southern All Stars
『World Hits!? of Southern All Stars』（ワールドヒッツ・オブ・サザンオールスターズ）は、関口和之が「関口和之&砂山オールスターズ」名義で発売したカバーアルバム。2001年10月24日にCDで発売。発売元はタイシタレーベル。
2019年12月20日にはダウンロード配信とストリーミング配信を開始した。

## 背景・リリース
サザンオールスターズの楽曲に世界各地のワールドミュージックを取り入れ、アレンジして演奏するカバーアルバム。本作では関口の名義は全て「CAPTAIN MOOK」に統一されている。
本作の名義に用いられた砂山オールスターズは、本作に関わったゲストミュージシャンを総称した名前である。
本作は、自身のシングル「HOTEL PACIFIC」と桑田佳祐のシングル「白い恋人達」と同日に発売された。

## 収録曲
- <>内はアレンジしている曲風を表記しており、※はインストゥルメンタルの楽曲。
- タイトルに関しては全てオリジナルの表記に従った。

1. <overture> 涙のキッス (a cappella)
（作詞・作曲：桑田佳祐 / 編曲：柳満夫）
1992年発売の31枚目シングル。
アカペラと表記されているが、実際には関口のウクレレも挿入されている。イントロのみ収録。
2. <Kingston/JAMAICA> ミス・ブランニュー・デイ (MISS BRAND-NEW DAY)
（作詞・作曲：桑田佳祐 / 編曲：柳満夫）
1984年発売の20枚目シングル。
レゲエ調にアレンジされている。
3. <Hawaii/USA> Ya Ya (あの時代を忘れない) ※
（作詞・作曲：桑田佳祐 / 編曲：青柳拓次）
1982年発売の16枚目シングル。
4. <Havana/CUBA> HOTEL PACIFIC
（作詞・作曲：桑田佳祐 / 編曲：青柳拓次）
2000年発売の45枚目シングル。
ヴォーカルは玲葉奈が担当。
5. <Santa Marta/COLOMBIA> 愛の言霊 〜Spiritual Message〜 ※
（作詞・作曲：桑田佳祐 / 訳詞：Judith Wanso Atanga / 編曲：青柳拓次）
1996年発売の37枚目シングル。
歌詞は英語詞に翻訳されたバージョンで歌われている。
6. <Rio de Janeiro/BRAZIL> 涙のキッス
（作詞・作曲：桑田佳祐 / 編曲：柳満夫 / ギター編曲：青柳拓次）
1曲目が形になってフル収録されたものになっている。
7. <California/USA> みんなのうた
（作詞・作曲：桑田佳祐 / 編曲：高野寛）
1988年発売の24枚目シングル。
8. <Mississippi/USA> 希望の轍
（作詞・作曲：桑田佳祐 / 編曲：Noahlewis' Mahlon Taits）
1990年発売の10枚目アルバム『稲村ジェーン』収録曲。
9. <Port of Spain/TRINIDAD AND TOBAGO> 南たいへいよ音頭
（作詞・作曲：CAPTAIN MOOK / 編曲：柳満夫）
1983年発売の6枚目アルバム『綺麗』収録曲。歌詞がオリジナル版より一部変更されている。
10. <Kerama/JAPAN> Big Star Blues (ビッグスターの悲劇)
（作詞・作曲：桑田佳祐 / 編曲：柳満夫）
1981年発売の12枚目シングル。
11. <Douala/CAMEROON> 真夏の果実
（作詞・作曲：桑田佳祐 / 編曲：柳満夫）
1990年発売の28枚目シングル。
12. <Dublin/IRELAND> クリスマス・ラブ (涙のあとには白い雪が降る)
（作詞・作曲：桑田佳祐 / 編曲：青柳拓次）
1993年発売の34枚目シングル。
13. <Ibiza/SPAIN 〜 UNIVERSE> 忘れられた Big Wave 〜 Outro
（作詞・作曲：桑田佳祐 / 編曲：柳満夫）
1990年発売の9枚目アルバム『Southern All Stars』収録曲。
14. <San Diego/USA (real trip)> TSUNAMI (souvenir)
（作詞・作曲：桑田佳祐 / 編曲：CAPTAIN MOOK）
2000年発売の44枚目シングル。

## 参加ミュージシャン
- 涙のキッス (a cappella)
  - LALAA:vocal
  - CAPTAIN MOOK:ukulele
    - LALLA from IGORANDOM
- ミス・ブランニュー・デイ (MISS BRAND-NEW DAY)
  - Rah-D:dancehall mc
  - iwao:Ukulele, chorus
  - 柳満夫:bass, keyboards, programming, chorus
  - CAPTAIN MOOK;vocal ukulele chorus
    - iwao by the courtesy of GEMMATIKA Records
- Ya Ya (あの時代を忘れない)
  - 青柳拓次:slack key guitar, xylophone, ipu, african drums, programming
  - 栗林慧:ukulele
  - 高橋祐治:wood bass
  - CAPTAIN MOOK:ukulele
    - 青柳拓次 & 栗林慧 from Double Famous
    - 高橋祐治 from acoustic dub messengers by the courtesy of RAFT MUSIC
- HOTEL PACIFIC
  - 玲葉奈:vocal
  - 青柳拓次:electric 12 strings guitar, organ, drums, percussion, hand clap, cowbell, timbalitos, programming
  - 岡田 kaya 真由美:alto sax
  - 山口友也:trumpet
  - 高橋祐治:wood bass
  - CAPTAIN MOOK:ukulele
    - 玲葉奈 by the courtesy of Epic Records
    - 岡田 kaya 真由美 from Double Famous
- 愛の言霊 〜Spiritual Message〜
  - 青柳拓次:accordion, conga, udu, drums, programming, ukulele
  - TAMIE:guilo
  - CAPTAIN MOOK:bass, ukulele
    - TAMIE from Double Famous
- 涙のキッス
  - LALAA:vocal
  - 柳満夫:programming
  - 青柳拓次:spanish guitar
  - 山本拓夫:flute
  - CAPTAIN MOOK:ukulele
- みんなのうた
  - Petty Booka:vocals
  - 高野寛:theremin, toy piano, 口笛, chorus, programming, ukulele
  - CAPTAIN MOOK:ukulele
    - Petty Booka by the courtesy of BENTEN label
- 希望の轍
  - 森田文哉:hand saw
  - 佐藤翠:violin
  - 松本従子:accordion
  - 大島史明:ukulele
  - 武末亮:guitar
  - 鈴木望:banjo
  - 阿部広野:cello
  - 鈴木惣一朗:drums
  - CAPTAIN MOOK:ukulele
    - 鈴木惣一朗 by the courtesy of Daisyworld Discs
- 南たいへいよ音頭
  - 柳満夫:keyboard, programming
  - 田村玄一:steel pan
  - iwao:ukulele
  - CAPTAIN MOOK:vocals
- Big Star Blues (ビッグスターの悲劇)
  - 柳満夫:keyboard, programming
  - CAPTAIN MOOK:三線, ukulele
- 真夏の果実
  - Mahya:vocal, chorus
  - 柳満夫:keyboard, kalimba, programming
  - CAPTAIN MOOK:jew's harp, ukulele
    - Mahya from SOUL LOVERS by the courtesy of RE-WIND RECORDINGS INC.
- クリスマス・ラブ (涙のあとには白い雪が降る)
  - 青柳拓次:bouzouki, concertina, toy piano, ukulele
- 忘れられた Big Wave
  - 高橋一眞:口笛
  - 分山貴美子:口笛
  - 柳満夫:keyboard, programming
  - CAPTAIN MOOK:theremin, ukulele
- TSUNAMI
  - CAPTAIN MOOK:ukulele